# Молодинче
Молодинче — село  в складі Ходорівської міської громади, в Україні, у Стрийському районі Львівської області. Населення становить 362 особи. В Молодинчому знаходиться невелика дерев'яна церква святої Параскеви 1916 року будови.

## З історії села

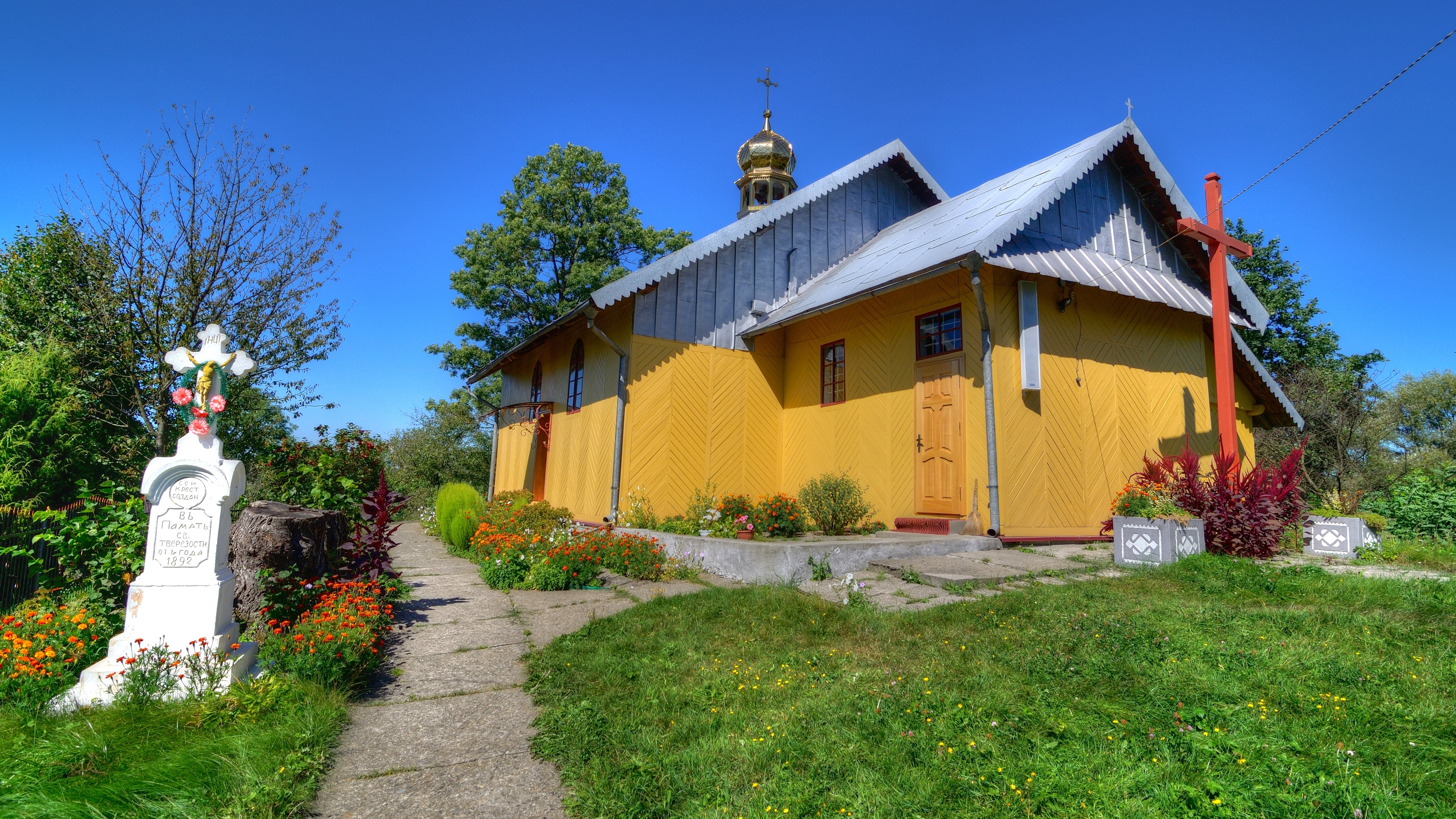

Є свідчення, що 27 жовтня 1444 р. у Львові власники Ходороставу (нині Ходорів) брати Станіслав, Іван та Юрша дали під заставу жидачівському судді Данилові (або Дмитрові) Задеревецькому своє село Молодинче за 36 кіп широких празьких грошів. Це найдавніша письмова згадка в документах про село Молодинче. Збереглись лише поодинокі звістки про його розвиток в давні часи.
Топоніміка підтверджує, що тут селились люди в часи Київської Русі і навіть раніше. В середині XVIII ст.(18 ст.) тут були поля: «На Печиськах», «На Городищах» (або Городище на ниві Березина). Скоріше за все, тут існувало село або місто.
В 1572 р. Молодинче належало Мартинові Ходорківському і згадувалось при встановленні границь села Голешева. У 1631 р. на зібранні шляхти під Львовом був з Молодинчого Міхал Валіцький з слугами. Мабуть тоді він був власником села.
У 1648 р. селяни Молодинчого взяли активну участь у боротьбі з польською шляхтою. Збереглись документи з двома скаргами на них в суді. Пані Анна Козловська весною 1649 р. скаржилась на селян Голешева та селянина Савку Салікового з Молодинчого, підданого пана Олександра Цетнера, за те, що вони 14 грудня 1648 р. напали на її двір у Млиниськах і вбили пана Кашпара Велжинського. Схожа скарга надійшла і від Софії Мічковської. 29 листопада 1648 р. вже після відходу «скаженого натовпу» (тобто козацько-татарського війська) селяни Молодинчого Іван Галка, Марко Гричек, Савка Сташков'ят з чотирма братами за участю Лавришата, Сидовнята, Прокопиштна, Кузіва і інших напали на двір її чоловіка Личковського. Пана знайшли на горищі будинку, скинули звідти і вбили. Самій пані Софії хотіли на порозі відрубати голову, але якось їй вдалось втекти. А мати її та дитина Софії від побоїв через тиждень померли. Яка була доля оскаржених, нам невідомо, але їм загрожувала смертна кара.
У квітні 1649 р. селяни Стефан і Хома присягли в суді, що половина села повністю козаками і татарами спустошена, і тому не може платити податку.
Податковий реєстр 1661 р. свідчить, що в Молодинчому податок збирали з «49 димів з корчмою». Очевидно під димами треба розуміти селянські господарства. В 1697 р. в селі була збудована нова дерев'яна церква. Була вона з соснового дерева, обструганого рубанком, стояла на дубових підвалинах і мала три верхи. За свідченням церковної візитації 1764 р., церква була збудована в 1701 р. Зараз важко сказати, яка з двох дат, взятих з різних документів, є правильною.
У судових книгах збереглася скарга громади Молодинчого на те, що при постої війська в 1716 р. польська хоругва вчинила в селі шкоду на 742 золотих. Жовніри випасли своїми кіньми багато посівів вівса.
Від панів Цетнерів село перейшло в руки графів Жевуських. Весь родинний архів цих графів зберігається зараз у Львові в Центральному державному історичному архіві. Інвентар 1742 р. вказує що в Молодинчому проживало 44 родини кметів та 11 загородників. Маючи 7 коней та 83 волів, вони обробляли 45 чвертей ланових своєї землі та ще робили панщину до фільварку. Крім панщини, кожен кметь відробляв по 17 днів шарваркових (ремонт доріг, гребель) та по 4 дні толочних (закіски, обкіски, зажинки, обжинки — тобто початок і кінець сінокосів та жнив). У селян було 220 вуликів (пнів) бджіл, 620 золотих в рік давала поміщикові корчма.
Церковна візитація 1764 р. вказує що в Молодинчому проживало 45 сімей парафіян. Священику було наказано збудувати в селі школу, де б також жив дяк. Селяни щороку давали священикові та дякові по чвертці зерна (приблизно 25 кг).
Добре описує економічний стан села фасія 1773 р. тут проживало 38 кметів, 14 загородників, 4 комірники. Тяглова сила становила 37 коней та 63 воли. Мали також 62 корови. Поміщиці Францішці Жевуській селяни мали протягом року відробити 4359 днів панщини, віддати 143 кірці вівса, 27 каплунів, 81 курку, 330 яєць, 420 мотків прядива, 188 літрів меду та 185 золотих податку.
Панщину селяни робили по три дні в тиждень. Фільварок був у селі Підлісках.
Земельна метрика 1820 р. свідчить, що тут було 53 селянські господарства. В основному вони мали по 16 моргів землі, і ці наділи кожен господар мав в 11 кусках. Вся площа сільських земель становила 1968 м, з яких 1029 м належали графу Казимиру Жевуському.
У 1832 р., власницею села вже була Людвіка Лянцкронська. Проживало тут 367 греко-католиків (кількість представників інших конфесій невідома).
Під час революції 1848—1849 рр. у селі було зібрано 103 підписи селян під петицією до Австрійського райхстагу з проханням поділити Галичину на дві області — польську і українську, відповідно західну і східну. Однак райхстаг не розглядав петиції.
Шематизм 1866 р. свідчить, що в селі проживало 32 римо-католики. Відомо, що в 1867 р. до місцевої парафіяльної школи було записано 34 учні, а ходили на заняття тільки 7. Із 17 чоловіків, записаних на повторювальне навчання (діти віком від 12 років, які повинні були ходити на навчання по неділях), не ходив ніхто. Навчання проводив дяк Стефан Борщик.
В 1860-х роках через село пройшла залізниця. У 1896 р все населення становило 740 ос. До 1890 р. тут вже існувала народна (кооперативна) крамниця. У 1897 р. в селі з ініціативи студента-юриста Зацерковного була заснована читальня «Просвіта». Відкриття відбулося 6 червня. До керівництва було обрано 40-річного Льва Фіцаловича, Василя Легкого, Івана та Михайла Олійників, Данила Барана. Останній, будучи військовим пенсіонером, заявив, що відпустить свою хату під читальню. В подарунок молодій читальні львівська «Просвіта» прислала 42 книги. В члени записалося 46 чол., з яких лише 16 вміли читати.
Як свідчать звіти читальні, сільська верхівка ставилась до неї недоброзичливо. Відкритими її ворогами були війт Й. Кузьмінський, писар Ф. Ластовецький, присяжні Антон та Кость Кадюки, церковний провізор А. Олійник та орендар Іцько.
У 1898 р. громадський уряд дозволив відкрити в селі приватну єврейську крамницю і тим викликав невдоволення читальні. У 1899 р. члени читальні звертались до керівництва у Львові з проханням допомогти їм заснувати кооперативну крамницю. Невідомо, чим закінчилась справа, бо обривається дальша інформація про роботу читальні. В 1913 р. Молодинче посилало до намісництва просьбу на одержання дозволу заснувати нову читальню. Напевно, вона таки була заснована, бо церковний шематизм 1913 р. пише, що тут існувала «Просвіта» з 69 членів, гурток «Сільський господар» (16 членів), «Братство тверезості» (при церкві, 119 членів, вів о. Мар'ян-Іван Захар'ясевич). Працювала двокласна школа, де навчалось 135 дітей. Населення становило 732 чол. Сільський маєток не пізніше як з початку XX ст. належав графові Казимиру де Во. Відомо також, що до першої світової війни в селі були досить поширені впливи москвофілів.
20-22 серпня 1920 р. тут перебували загони червоних козаків. Ідеї більшовицької влади про поділ землі та загальну рівність здобули деяку популярність серед селян, і Антон Баран агітував за створення такої влади в селі (за донесенням польської поліції). У жовтні 1921 р. польська влада проводила перший перепис населення в окупованій Галичині. За агітацію селян проти нього був арештований місцевий священик Ярослав Гинський і доставлений до Ходорова.
19 лютого 1922 р. в Молодинчому відновила роботу «Просвіта». Відомо, що в 1926 р. вона ніяк не могла влаштувати свята в честь Т. Шевченка, бо «читальня замала, а стодоли, критої дахівкою, у школі нема, де б це можна зробити». Також існувала певна байдужість людей до читальні — на 114 книжок бібліотеки було тільки 16 читачів. У 1928 р. в селі проживали 940 ос. (за даними читальні).
М. Дереш намагався активізувати культурне життя в селі. З початку лютого 1928 р. він проводив 1,5-місячний курс для 39 чол. неграмотних, читав антиалкогольні та антинікотинові лекції, мав у себе бібліотеку для дітей. Директор школи Й. Сидір керував роботою хору та аматорського гуртка, які разом налічували 75 чол. У 1929 р. із 237 зол. прибутку читальні, 230 зол. одержано від вистав і концертів. Працювала кооперативна крамниця «Надія», осередок товариства «Сільський господар». Троє чоловік з села навчалось в гімназії, двоє — в ремісничих школах.
З 1929 р. читальня щорічно вела в літні місяці дитячий садок. Влітку 1930 р. його вела вчителька Михайлина Бажанська для 32 дітей. 28 серпня мало відбутися дитяче свято. І от коли діти вже були на сцені, готові співати і декламувати, прийшло розпорядження Бібрського староства про заборону свята. В Галичині почала розгортатися каральна урядова акція проти українського руху — «пацифікація». У вересні 1930 р. відділ уланів (кавалеристів) провів цю акцію і в Молодинчому. Супроводжувалась вона побиттям національно-свідомих селян та продуктовою контрибуцією. Незважаючи на це, в 1931 р. українська молодь створила тут спортивне товариство «Січ». Староство у 1932 р. заборонило читальні ставити вистави. Восени 1933 р. в селі були розкидані листівки антидержавного змісту (очевидно, ОУН), а з школи було усунуто державний герб Польщі та портрет її президента. Староство поспішало використати цей випадок для остаточної розправи з читальнею, і 10 грудня 1933 р. староста Ян Бернатович заборонив її діяльність.
У 1936 р. в селі проживало 972 чол. У школі навчалось 110 учнів.
- Лаба Василь Павлович, краєзнавець, викладач Львівського автошляхового технікуму

## Політика

### Парламентські вибори, 2019
На позачергових парламентських виборах 2019 року у селі функціонувала окрема виборча дільниця № 460377, розташована у приміщенні школи.
Результати
- зареєстровано 198 виборців, явка 66,16 %, найбільше голосів віддано за «Європейську Солідарність» — 26,72 %, за Всеукраїнське об'єднання «Батьківщина» — 15,27 %, за «Слугу народу» — 12,21 %.[4] В одномандатному окрузі найбільше голосів отримав Андрій Кіт (самовисування) — 58,78 %, за Олега Канівця (Громадянська позиція) — 13,74 %, за Андрія Гергерта (Всеукраїнське об'єднання «Свобода») — 9,92 %[5].

## Люди
- Петро Олійник, псевдо Еней — (9 липня 1909 року, с. Молодинче — †1946) — полковник Української повстанської армії.
- Степан Коваль, псевдо Косач — (1913 року, с. Молодинче) — командир — сотенної сотні «Сіроманці».
- Іван Йосипович Ворона — (12 березня 1924 року, с. Молодинче) — диригент народної хорової капели «Мрія», регент храму святих рівноапостольних княгині Ольги та Володимира.
- Волощак Всеволод Романович [Архівовано 18 червня 2016 у Wayback Machine.] — (26 лютого 1944 р., с. Молодинче). Освіта середня. Працює в галузі декоративно-прикладного мистецтва (ювелірне і емальєрне мистецтво). Основні твори: «Катерина» (1985), «Чорнобиль» (1987), жіночі прикраси─"Червона калина" (1990); дукати «Т. Шевченко» (1991), «Володимир» (1991). Член НСХУ (1995).